# Быковская улица (Санкт-Петербург)

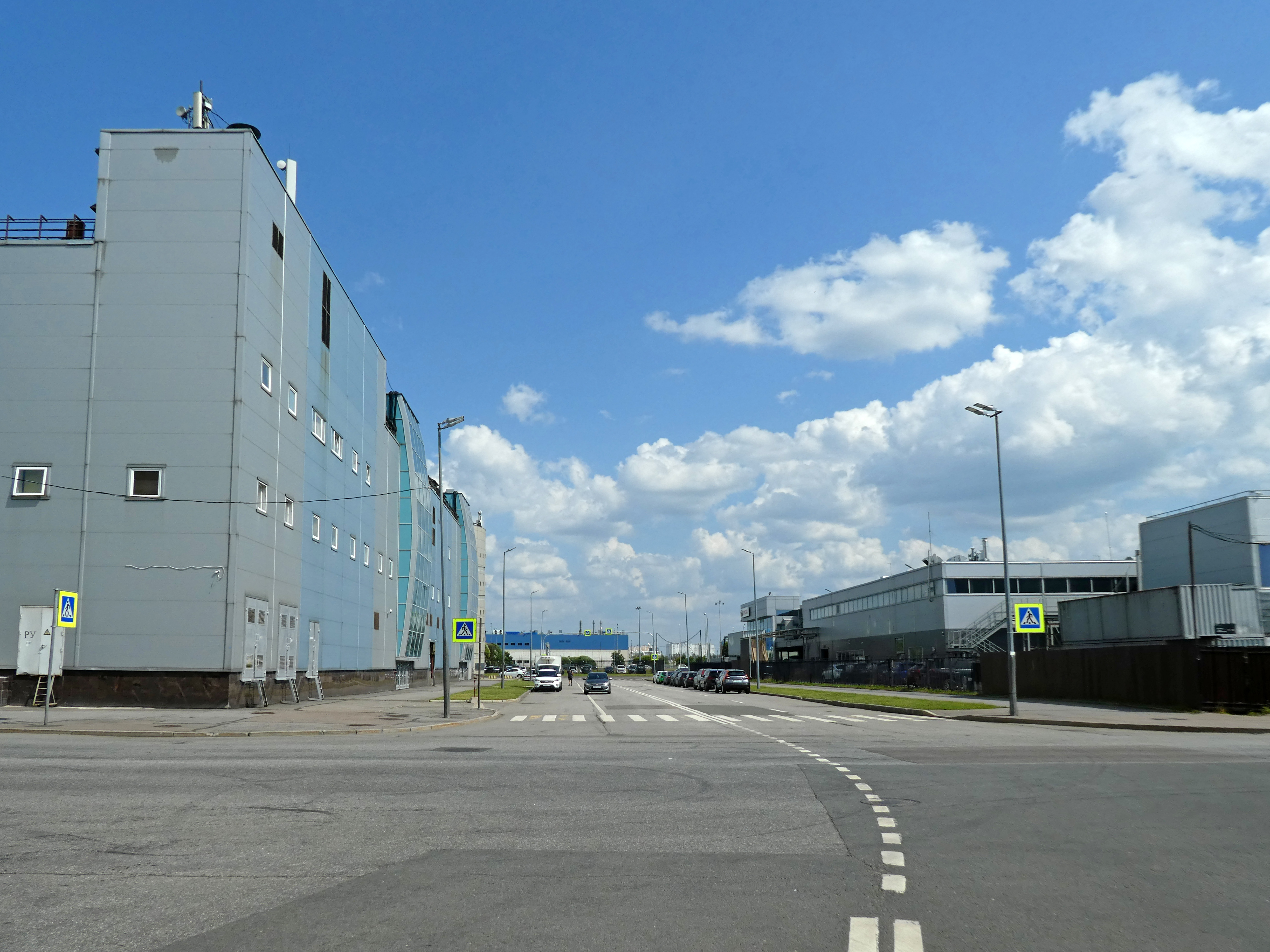
Вид от перекрёстка с Толмачёвской улицей в сторону Шереметьевской улицы

Быко́вская улица — улица в Московском районе Санкт-Петербурга на территории Авиагородка. Названа в честь аэропорта Быково города Москвы в 2002 году.

## География
Соединяет улицы Стартовую и Шереметьевскую параллельно Внуковской улице (к северу от последней), соединяется с ней двумя безымянными проездами.

## Здания и сооружения
- офисные центры
- автостоянка

## Транспорт
- Ж/д платформа «Аэропорт» (950 м)

## Пересечения
С запада на восток:
- Стартовая улица
- Толмачёвская улица
- Шереметьевская улица